# 童恢
童恢（？年—？年），字漢宗，琅邪郡姑幕縣（今山東省安丘市南）人。

## 生平
童恢年少時在州郡爲吏，司徒楊賜聽聞童恢執法公平，於是徵召他。楊賜被彈劾應當要免職，楊賜的下屬部屬都離開他，只有童恢爲楊賜爭辯。因有理有據，楊賜得以平反，下屬們又回到楊賜身邊，童恢卻離開。論者都讚美童恢。
童恢擔任不其令時。縣吏和百姓有犯法的就隨時機會教育；有官吏稱職的、百姓有做善事的，就賞賜酒肴，以勸解、獎勵他們。耕田紡織種牧，都有規章。境內清靜，牢獄連年都沒有任何囚犯。鄰縣人口都來歸附，有二萬多戶遷移，太平御覽作三萬。百姓常為虎害，於是設檻捕虎，活捉了兩隻老虎。童恢聽聞後出來罵老虎說：「天生萬物，以人為貴。虎狼就應該吃六畜，殘暴於人。殺人者死，傷人者論罪。你們如果是殺了人的，就要低頭認罪；自認爲沒有的，就呼號聲冤。」其中一頭老虎低頭閉目，表情震驚恐懼的樣子，童恢立刻殺了牠。另外一頭老虎，望著童恢吼叫，跳躍不止，於是童恢下令放了牠。縣吏和百姓都為童恢歌頌。青州官吏因童恢表現優異而舉薦他，升任丹陽太守，後來突然發病而死。

## 家庭

### 父
- 童仲玉，曾遭遇年穀不熟的荒年，於是把財產拿出來賑救眾人，九族和鄉裏的人靠他而存活。童仲玉很早便去世。[5]

### 弟
- 童翊，字漢文，名氣比童恢大，宰府先徵闢童翊。但童翊因病無法說話而不願當官，直到童恢奉命後，才就孝廉，任須昌長。[6]

## 延伸阅读
[在维基数据编辑]
 《後漢書/卷76》，出自范晔《後漢書》